# Kasungu
Kasungu – miasto w Malawi; 58,7 tys. mieszkańców (2018). 35 km na wschód od Parku Narodowego Kasungu.